# Exposition Universelle (1889)
 For alternative betydninger, se Exposition Universelle. (Se også artikler, som begynder med Exposition Universelle)
Exposition Universelle var en verdensudstilling, der blev afholdt i Paris fra 6. maj til 31. oktober 1889. 
Udstillingen fejrede 100-året for stormen på bastillen, der anses for at være starten på den franske revolution. I anledning af udstillingen, blev der rejst en rekonstruktion af bastillen, men den invendige gårdsplads, var her dækket af et blåt tag, dekoreret med franske liljer. Den blev brugt som balsal og samlingssted. 
Udstillingen dækkede et område på 960.000m2.
Hovedsymbolet på udstillingen var Eiffeltårnet, der blev bygget i 1889, og blev brugt som indgangsport til udstillingsområdet. Tårnet var designet af arkitekten Gustave Eiffel. Udstillingsbygningerne blev rejst på Champ-de-Mars, der tidligere havde været brugt til verdensudstillinger. 
En anden bemærkelsesværdig bygning var Galerie des Machines, designet af arkitekten Ferdinand Dutert og ingeniør Victor Contamin. 